# Pafos fyr
Pafos fyr är en fyr på en udde i närheten av Pafos i sydvästra Cypern. Den byggdes medan ön styrdes av britterna och tändes första gången år 1888.
På fyrplatsen finns ett 20 meter högt runt murat torn med en lanternin på toppen och en tidigare fyrvaktarbostad som har inretts till museum. Tornet och lanterninen är vitmålade. Fyrlyktan drivs med solpaneler och övervakas av Cyperns hamnmyndigheter.
Fyren har byggts intill en romersk amfiteater som är en del av världsarvet Pafos och biljett krävs för inträde till området. Fyrplatsen kan besökas, men fyren är stängd för allmänheten.